# Jomimatte
Jomimatte
Jomimatteのロゴ 2018年に一般公開された。
- 用途：5/6機1ユニット式自律可動システム
- 設計者：Jhornmimhartte.
- 製造者：JOMIsystem
- 運用者： 日本 JOMIsystemJAPAN(総合管理)

法執行機関
- -  アメリカ(軍用武装化)
  -  日本
  -  台湾
  -  トルコ
  -  イスラエル(軍用武装化)
  -  香港(軍用武装化)
- 生産数：7400ユニット(試作機・派生型含め、2023年3月)
- 生産開始：2018年5月
- 運用開始：2019年5月
- 運用状況：運用中
- ユニットコスト：2億4000万円(2022年現在)
- 原型機：JOMIsystem AUTOMiiMas-4 (技術試験機)

Jomimatte (日本語: ジョミマテ) は、東京都のJOMIsystem社が開発した自律行動システムユニットである。

## 概要
2016年にJOMIsystem社から「従来のユーザー監視型ではない完全自律可動型の作戦遂行システム」の原案と概要が一部公開され、2018年5月から試作機の生産が開始、同年7月より試験運用が開始された。
2019年1月、JOMIsystemはプレスリリースにて「試作機によるすべての検証が完了し、Jomimatteの受注体制が整った」と発表した。同時に法人および一般向けにシステムの概要、ユニットシステムの運用方法、およびユニットコストが公開された。試作機の生産から受注体制の完了までが約9ヵ月と、かなりの短期間で運用準備が進められた。これは、JOMIsystemが2009年に販売を開始したユーザー監視型作戦遂行システムである「TOMiiMas Mk.I」の1年6ヵ月よりも大幅に短かった。これにより運用開始も早期であったため要人護衛を行う法人や法執行機関などからの受注の獲得に成功した。(Jomimatteの対抗機である米AAS autounit社の「AAS-i」は試作機生産から受注体制の完了までに1年10ヵ月を要した。)
2023年3月時点で試作機と派生型も含め7400ユニットが生産されており、6ヵ国の法執行機関に採用されている。
| サブスタブ | この項目は、まだ閲覧者の調べものの参照としては役立たない、書きかけの項目です。この項目を加筆・訂正などしてくださる協力者を求めています。このテンプレートは分野別のサブスタブテンプレートやスタブテンプレート（Wikipedia:分野別のスタブテンプレート参照）に変更することが望まれています。 |